# Guapán
Guapán ist eine Ortschaft und eine Parroquia rural („ländliches Kirchspiel“) im Kanton Azogues der ecuadorianischen Provinz Cañar. Die Parroquia besitzt eine Fläche von 59,42 km². Die Einwohnerzahl lag im Jahr 2010 bei 8853. 

## Lage
Die Parroquia Guapán liegt in den Anden südzentral in Ecuador. Das Bergland im Norden der Parroquia erreicht im Cerro Molobog Grande eine Höhe von 3838 m. Der Río Tabacay fließt entlang der südöstlichen Verwaltungsgrenze nach Süden. Der Río Burgay fließt entlang der südlichen Verwaltungsgrenze nach Osten und entwässert das Areal. Der etwa 2600 m hoch gelegene Hauptort befindet sich 4 km nördlich der Provinzhauptstadt Azogues.
Die Parroquia Guapán grenzt im Süden an das Municipio von Azogues, im Westen an die Parroquias Sageo und Biblián (beide im Kanton Biblián), im Norden an die Parroquia Honorato Vásquez (Kanton Cañar) sowie im äußersten Nordosten an die Parroquia Pindilig.

## Orte und Siedlungen
In der Parroquia Guapán befinden sich folgende Comunidades: Agüilán, Alliyacu, Buil Chacapamba, Buil Guapán, Buil Tabacay, Cachipamba, Cochahuayco, Güindilig, Mirapamba, Guapán Centro, Monjas, Quinua, San Antonio, Saguín und Zhindilig.

## Geschichte
Die Parroquia Guapán wurde am 5. Dezember 1948 gegründet.